# Артур Рекхем

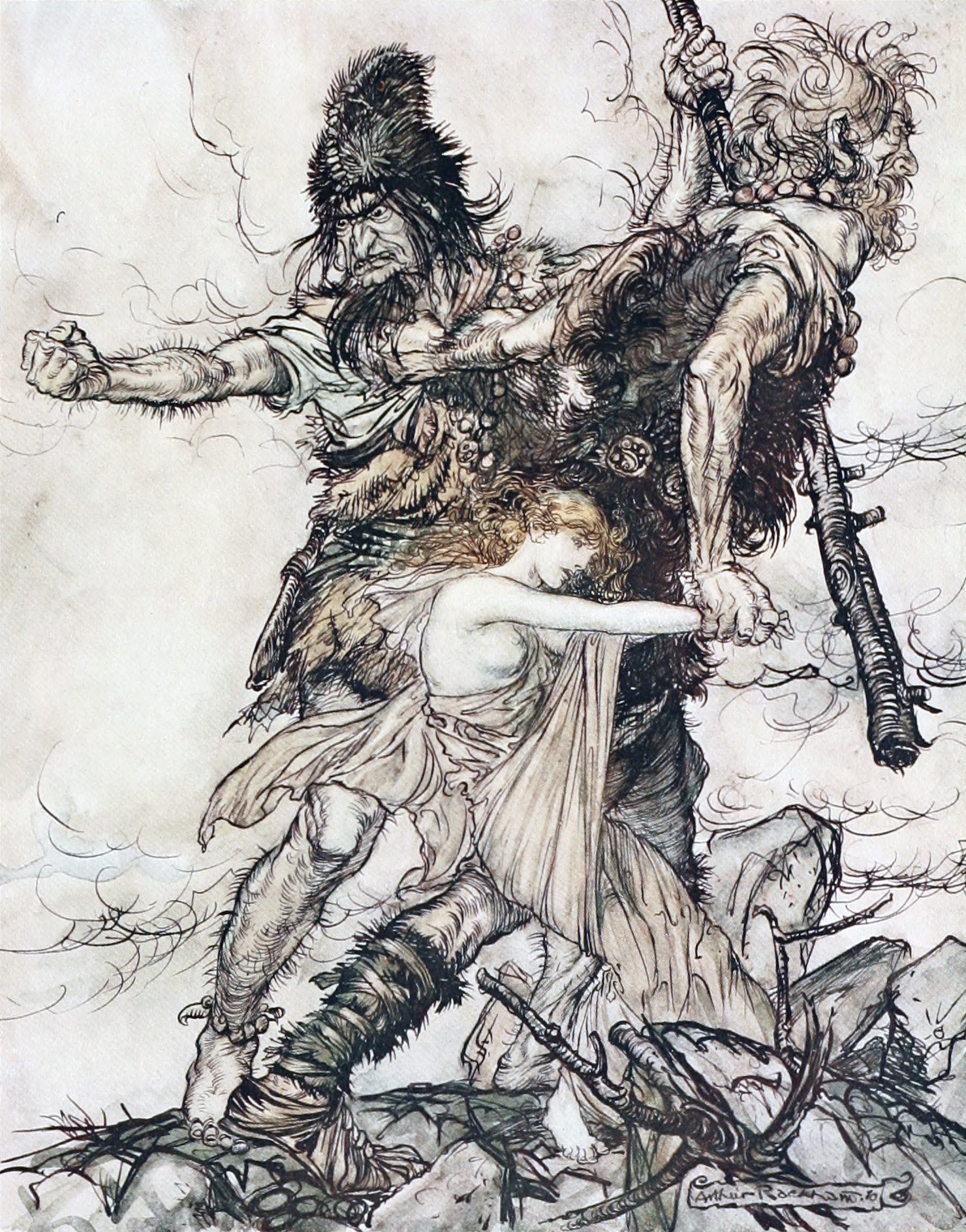
Одна з ілюстрацій Рекхема до «Золота Рейну», 1910, на якій зображено Фазолта та Фафнера, які захоплюють Фрейю

Артур Рекхем (англ. Arthur Rackham; 19 вересня 1867 — 6 вересня 1939) — англійський книжковий ілюстратор. Він визнаний одним з провідних художників Золотого віку британської книжкової ілюстрації. В його роботах поєднувався рисунок пером і тушшю з аквареллю. Цю техніку він розробив на основі власного досвіду журналістського ілюстратора.
51 ілюстрація Рекхема для американської казки «Ріп ван Вінкль» стали поворотним моментом у книговидавництві, оскільки завдяки кольороподіленому друку можна було точно відтворити кольори творів мистецтва. Серед його найвідоміших робіт також є ілюстрації до «Пітер Пен у Кенсінґтонських садах» і «Казки братів Грімм».

## Біографія
Рекхем народився за адресою 210 South Lambeth Road, Воксголл, Лондон, як один із 12 дітей. У 1884 році, у віці 17 років, його відправили у супроводі двох тіточок в океанську подорож до Австралії, щоб поправити його слабке здоров'я. У 18 років він працював страховим клерком у Вестмінстерській пожежній службі та почав заочне навчання в Школі мистецтв Ламбета.
У 1892 році він залишив роботу і почав працювати у Вестмінстерському бюджеті репортером та ілюстратором. Його перші книжкові ілюстрації були опубліковані в 1893 році в To the Other Side Томаса Роудса, але його перше серйозне замовлення було в 1894 році для «Діалогів Доллі», збірки ескізів Ентоні Гоупа, який пізніше написав «В'язень Зенди». Ілюстрування книжок стало покликанням Рекхема на все життя.
На початку століття Рекхем заслужив репутацію фентезійного ілюстратора завдяки багатоілюстрованим подарунковим книгам, таким як «Легенди Інголдсбі» (1898), «Мандри Гуллівера» та «Казки братів Грімм» (обидві 1900). Ця репутація зміцніла в суворі роки англо-бурської війни завдяки регулярним публікаціям у дитячих періодичних виданнях, таких як Little Folks і Cassell's Magazine. У 1901 році він переїхав до Wychcombe Studios поблизу Haverstock Hill, а в 1903 році одружився зі своєю сусідкою Едіт Старкі. У 1904 році Едіт перенесла викидень, але в 1908 народила доньку Барбару.
Незважаючи на те, що протягом кількох років він був визнаний досвідченим ілюстратором чорно-білих публікацій, видання його повнокольорових ілюстрацій до «Ріпа Ван Вінкла» Вашингтона Ірвінга видавцем Гайнеманом у 1905 році особливо привернула увагу громадськості, а його репутація була підтверджена наступному році з виданням роману Дж. М. Баррі «Пітер Пен у Кенсінґтонських садах», виданим Hodder &amp; Stoughton. Дохід від продажу книг доповнювався щорічними виставками творів мистецтва в галереях Лестера. Рекхем отримав золоту медаль на Міжнародній виставці в Мілані в 1906 році та ще одну на Міжнародній виставці в Барселоні в 1912 році. Його роботи були включені в численні виставки, в тому числі в Луврі в Парижі в 1914 році. Рекхем був членом Гільдії робітників мистецтва і був обраний її майстром у 1919 році.
З 1906 року сім'я жила в Чалкот-Гарденс, поблизу Гаверсток-Хілл, до переїзду з Лондона в Хоутон у Західному Сассексі у 1920 році. У 1929 році сім'я оселилася в новозбудованому будинку в Лімпсфілді, Суррей. Через десять років Артур Рекхем помер вдома від раку.

## Значимість

Фотографія Артура Рекхема Емілем Хоппе

Артур Рекхем вважається одним із провідних ілюстраторів «золотого віку» британської книжкової ілюстрації. Цей період приблизно охоплює роки з 1890 року до кінця Першої світової війни. У той час існував великий ринок високоякісних ілюстрованих книг, які зазвичай дарували як різдвяні подарунки. Багато книжок Рекхема були випущені обмеженим тиражем класу люкс, часто в пергаментній палітурці та зазвичай з підписом, а також меншим, менш вишуканим виданням у форматі кварто та в «торговій» палітурці. Особливо популярні книги видавалися пізніше у скромному форматі окав. Початок війни в 1914 році обмежив ринок таких якісних книжок, і смак публіки до фентезі та фей також занепав у 1920-х роках.
Сазерленд, посилаючись на роботи Рекхема в 20 столітті, стверджує: «Рекхем, безсумнівно, був одним із найкращих ілюстраторів століття». У своєму огляді British Book Illustration Саламан зазначив: «Містер Рекхем стоїть окремо від усіх інших ілюстраторів того часу; його геній надзвичайно оригінальний. Десятки інших ілюстраторів зображували казкові країни та країни чудес, але хто ще так переконливо намалював ельфів та фей, відьом та гномів, як це зробив містер Рекхема?»
Карпентер і Прічард відзначали, що «попри всю віртуозність його кольорових робіт, Рекхем залишався художником лінії, його майстерність походить з його ранніх робіт для періодичних видань, потім він виривається на волю, щоб створити вируючих складні картини свого у час розквіту власної творчості, і, нарешті, досягає ощадності засобів вираження та певного імпресіонізму у своїх останніх роботах». Вони також відзначили занепад його творчості: «Рекхем зробив своє ім'я під час розквіту казкової літератури та іншого фентезі, якому поклала кінець Перша світова війна». Хаус стверджував, що Рекхем «зосереджувався на ілюструванні книг, особливо містичного, магічного чи легендарного походження. Дуже скоро він зарекомендував себе як один із найвидатніших ілюстраторів едвардіанської епохи та тріумфував на початку 1900-х років, коли вперше з'явився кольоровий друк. Він використовував тонкі відтінки та приглушені тони, щоб відобразити вік і безчасність. Уявне око Рекхема побачило всі форми очима дитинства та створило світ, який наполовину заспокоював, а наполовину лякав».
Гамільтон резюмував свою статтю про Рекхема в Оксфордському словнику національних біографій так: «Рекхем відновив хвилююче відчуття книжкової ілюстрації, що збіглося зі швидким розвитком друкарських технологій на початку двадцятого століття. Працюючи з витонченими кольорами та міцними лініями, він використовував зростаючі переваги комерційного друку для створення образів і персонажів, які оживили дитячу літературу, електризували юних читачів і домінували в мистецтві книжкової ілюстрації на початку нового століття».
Роботи Артура Рекхема стали дуже популярними після його смерті як у Північній Америці, так і в Британії. Його ілюстрації широко використовувалися в індустрії вітальних листівок, і багато його книг досі друкуються як у м'якій, так і в твердій обкладинках. Його оригінальні малюнки та картини активно шукають на великих міжнародних художніх аукціонах.

## Техніка

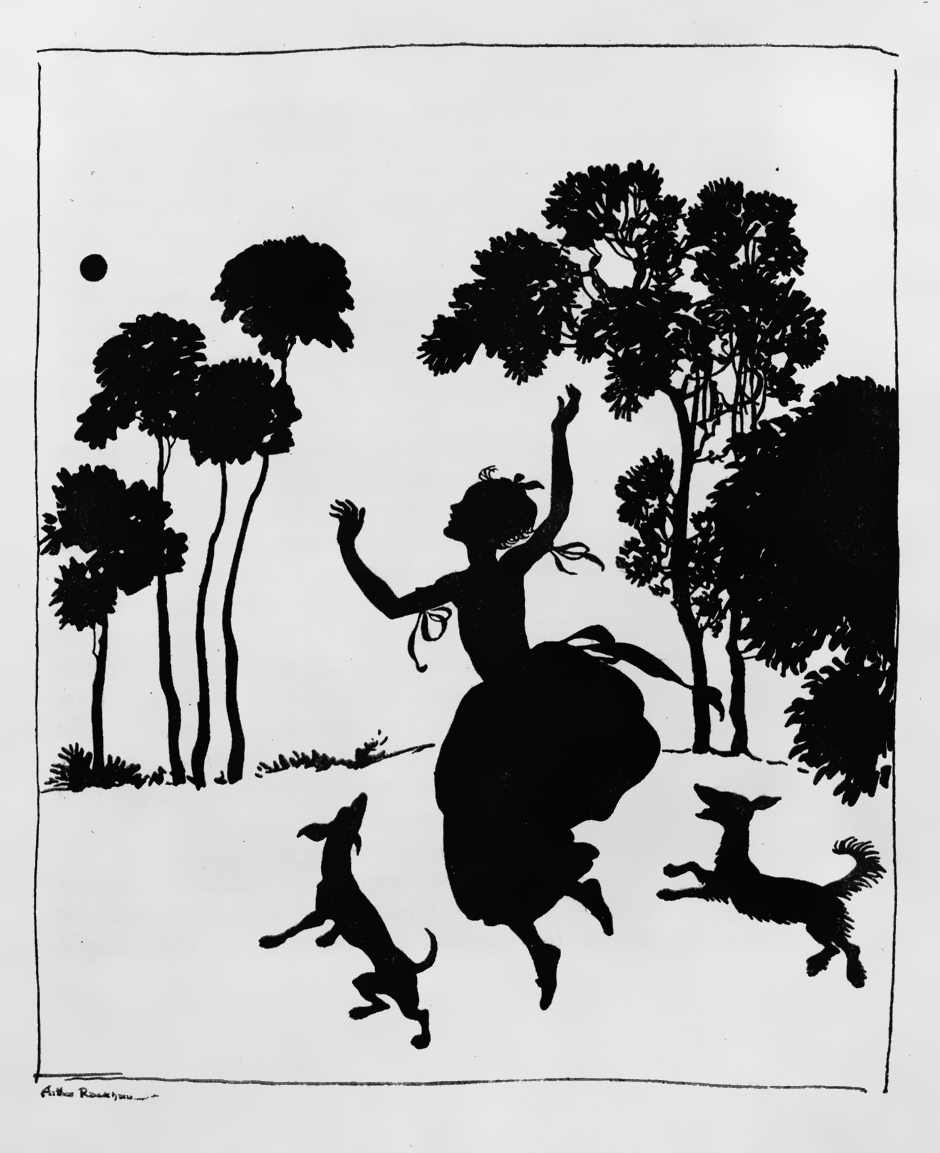
Ілюстрація силуету Попелюшки, 1919 рік

Ілюстрації Рекхема базувалися переважно на твердому рисунку тушшю. Рекхем поступово вдосконалював свою власну унікальну експресивну лінію на основі свого досвіду журналістської ілюстрації в поєднанні з тонким використанням акварелі, технікою, яку він зміг вживати завдяки технологічному розвитку фотографічного відтворення. З таким розвитком ілюстрації Рекхем більше не потребували гравера, щоб вирізати чисті лінії на дерев'яній чи металевій пластині для друку, оскільки художник просто фотографував і механічно відтворював свої роботи.
Рекхем спочатку злегка блокував форми та деталі малюнка м'яким олівцем, для більш складних кольорових ілюстрацій часто використовував один із невеликої кількості композиційних прийомів. Потім він ретельно працював пером і тушшю, видаляючи сліди олівця після того, як малюнок почав набувати форми. Для кольорових ілюстрацій Рекхем віддавав перевагу 3-кольоровому процесу або трихроматичному друку, який відтворював делікатні півтони ілюстрації за допомогою високого друку. Він починав малювати, наносячи кілька тонких плям акварелі, створюючи напівпрозорі відтінки. Одним із недоліків 3-колірного (пізніше 4-кольорового) процесу друку в перші роки було те, що чіткість могла бути втрачена в остаточному відбитку. Рекхем інколи компенсував це, знову наносячи малюнки чорнилом після малювання. Він також продовжував розширювати використання силуетних вирізів в ілюстраційних роботах, особливо в період після Першої світової війни, прикладом чого є його «Спляча красуня» та «Попелюшка».
Як правило, Рекхем додавав як кольорові, так і монотонні ілюстрації до творів, що включали його зображення, а у випадку з Чудовою книгою Готорна він також надав кілька кольорових зображень блоків, подібних за стилем до японських ксилографів епохи Мейдзі.
Роботи Рекхема часто описують як злиття північноєвропейського «скандинавського» стилю під сильним впливом японської традиції ксилографії початку 19 століття.

## Видатні твори

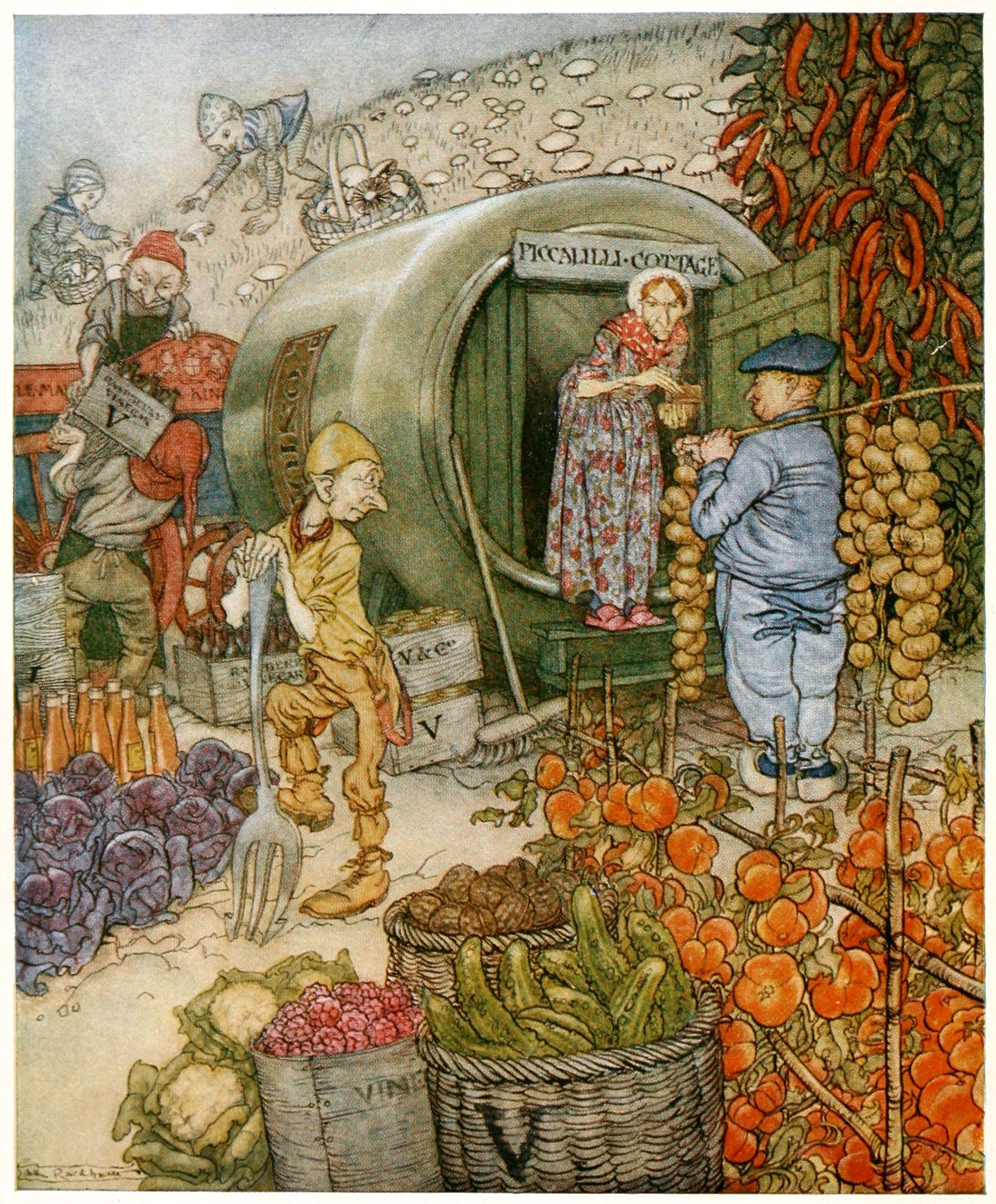
Фронтиспис англійських казок Флори Енні Стіл, 1918 рік

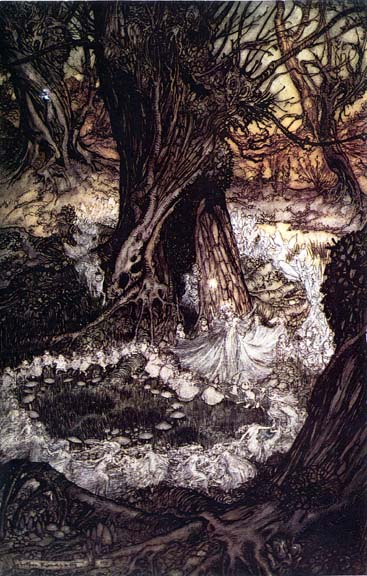
«The Fairy Ring», ілюстрація до Шекспіра «Сон в літню ніч», 1908

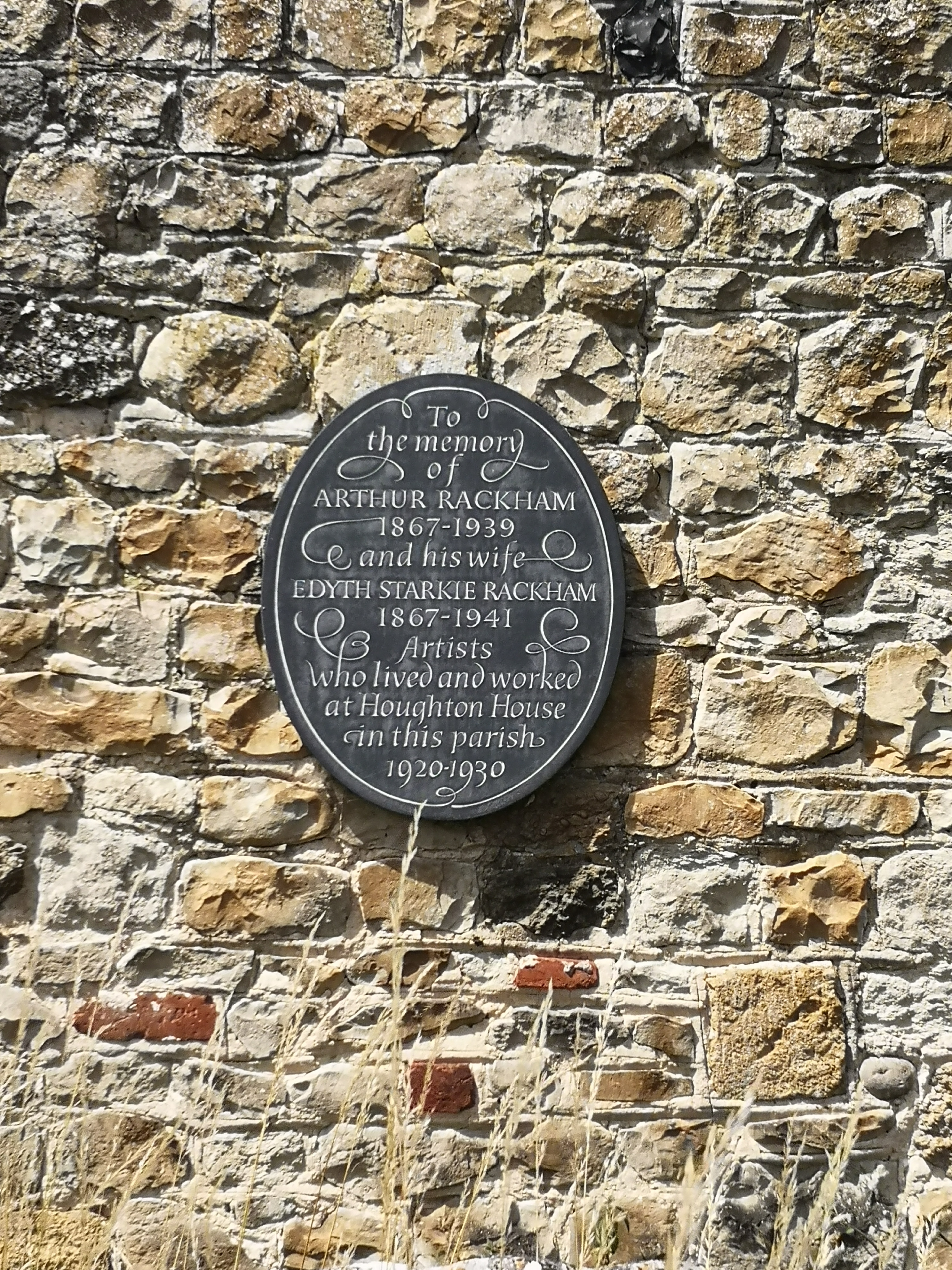
Меморіальна дошка Артуру Рекхему та Едіт Старкі Рекхем, церква Св. Михайла, Емберлі, Західний Сассекс

- «Земля світанку» Берлін Енні (Джарролд, 1894)
- The Sketch Book Вашингтона Ірвінга (Putnam, 1895)
- Шафто Джастін Ейдер Фіцджеральд « Занківанк і Блетервіч» (40 рядків, 1896)
- Дві старенькі, дві дурні феї та кіт Том Меггі Браун (псевдонім Маргарет Хамер) (4 кольорові пластини, 19 рядків, Кассель, Лондон, 1897)
- Евеліна Фанні Берні (Newnes, Лондон, 1898)
- Подвиги на фіорді Гаррієт Мартіно (ф/п кольоровий, 11 рядків, 1899)[26]
- «Грецькі герої» Бартольда Георга Нібура (4 кольорові пластини, 8 рядків, 1903)
- Ріп Ван Вінкл, Вашингтон Ірвінг (51 кольорова пластина, 3 лінії, Вільям Гейнеман, Лондон, 1905)
- Puck of Pook's Hill Редьярда Кіплінга (4 кольорові пластини; 1906, Doubleday, Page & Co. (одне видання в США))
- Пітер Пен у Кенсінгтонських садах Дж. М. Баррі (49 кольорових пластин, Hodder & Stoughton, Лондон, 1906)
- «Пригоди Аліси в країні чудес», Льюїс Керролл (13 кольорових пластин, 15 рядків, Вільям Гейнеманн, Лондон, 1907)
- Легенди Інголдсбі Томаса Інголдсбі (12 кольорів, 80 рядків, 1898; перероблене видання, 23 кольорові пластини, 73 рядки, Дж. М. Дент, Лондон, 1907)
- Вільям Шекспір «Сон в літню ніч» (40 кольорових пластин, 34 рядки, Вільям Гейнеманн, Лондон, 1908)
- Казки Шекспіра Чарльза та Мері Лемб (кольоровий F/P, 11 рядків 1899, перероблене видання 12 кольорових пластин, 37 рядків, 1909)
- «Казки братів Грімм» братів Грімм (95 рядків, 1900 р., перероблене видання 40 кольорових дощок, 62 рядків, 1909 р.)
- «Мандри Гуллівера» Джонатана Свіфта (кольоровий F/P, 11 рядків 1900 р., перероблене видання 12 кольорових табличок, 34 рядки, 1909 р.)
- Ундина Фрідріха де ла Мотта Фуке (15 кольорових пластин, 41 рядок, Вільям Гейнеман, Лондон, 1909)
- Рейнове золото і Валькірія Річарда Вагнера (34 кольорові пластини, 8 рядків, Вільям Гейнеманн, Лондон, 1910)
- Зігфрід і сутінки богів Річарда Вагнера (32 кольорові пластини, 8 рядків, Вільям Гейнеманн, Лондон, 1911)
- Езопові байки Езопа (13 кольорових пластин, 82 рядки, Вільям Гейнеман, Лондон, 1912)
- Книга картин Артура Рекхема (44 кольорові пластини, Вільям Гейнеманн, Лондон, 1913)
- Mother Goose: The Old Nursery Rhymes by Charles Perrault (13 кольорових пластинок, переважно передруковано з американського щомісячного журналу St. Nicholas Magazine, 78 рядків, 1913)
- Різдвяна пісня Чарльза Діккенса (12 кольорових пластинок, Вільям Гейнеман, Лондон, 1915)
- Книга казок союзників зі вступом Едмунда Госсе (12 кольорових пластин, 23 рядки, Вільям Гейнеманн, Лондон, 1916)
- Брат і сестричка та інші казки братів Грімм (13 кольорових пластин, 45 рядків, 1917)
- Роман про короля Артура та його лицарів круглого столу Альфреда В. Полларда (23 кольорові та монотонні пластини, 16 рядків, 1917)
- Англійські казки Флори Енні Стіл (16 кольорових пластин, 43 рядки, 1918)
- The Springlide of Life: Poems of Childhood by Algernon Charles Swinburne (8 color plates, William Heinemann, London, 1918)
- Деякі британські балади (16 кольорових пластинок, 23 рядки, 1918)
- Попелюшка Шарля Перро, вид. Чарльз С. Еванс (1 кольорова пластина, 60 силуетів, Вільям Гейнеманн, Лондон, 1919)
- «Спляча красуня» Шарля Перро та братів Грімм, вид. Чарльз С. Еванс (1 кольорова пластина, 65 силуетів, Вільям Гейнеманн, Лондон, 1920)
- Ірландські казки Джеймса Стівенса (16 кольорових пластин, 20 рядків, 1920)
- «Пролісок та інші казки» братів Грімм (20 кольорових табличок, 29 рядків, 1920 р.)
- Комус Джона Мільтона (22 кольорові пластини, 35 рядків, 1921)
- Диво-книга для дівчаток і хлопчиків, Натаніель Готорн (16 кольорових пластин, 21 рядок, 1922)
- Бідний Чекко Марджері Вільямс (7 кольорових пластин, 12 рядків, 1925)
- «Буря» Вільяма Шекспіра (20 кольорових пластин, 20 рядків, Вільям Гейнеманн, Лондон, 1926)
- «Легенда про Сонну Балку» Вашингтона Ірвінга (8 кольорових пластин, 32 рядки, 1928)
- «Вікарій Вейкфілда», Олівер Голдсміт (12 кольорових пластин, 23 рядки, 1929)
- The Compleat Angler by Izaak Walton (12 кольорових пластин, 22 рядки, 1931)
- «Король Золотої Річки», Джон Раскін (4 кольорові пластини, 13 рядків, T/P 2 кольорові, 1932)
- Казки Ганса Крістіана Андерсена (12 кольорових табличок, 43 рядки, 9 силуетів, 1932)
- Книга казок Артура Рекхема (8 кольорових пластин, 39 рядків, 13 силуетів, 1933)
- Ринок гоблінів, Крістіна Россетті (4 кольорові пластини, 19 рядків, E/P, 1933)
- Роберт Браунінг (4 кольорові пластини, 15 рядків, 1 силует, E/P, 1934) The Pied Piper of Hamelin.
- Tales of Mystery & Imagination Едгар Аллан По (12 кольорових пластин, 28 рядків, 1935)
- Генрік Ібсен «Пер Гюнт» (12 кольорових пластин, 38 рядків, 1936)
- Вітер у вербах Кеннета Грема (16 кольорових пластин; посмертно, 1940 США, 1950 Великобританія)

## Галерея

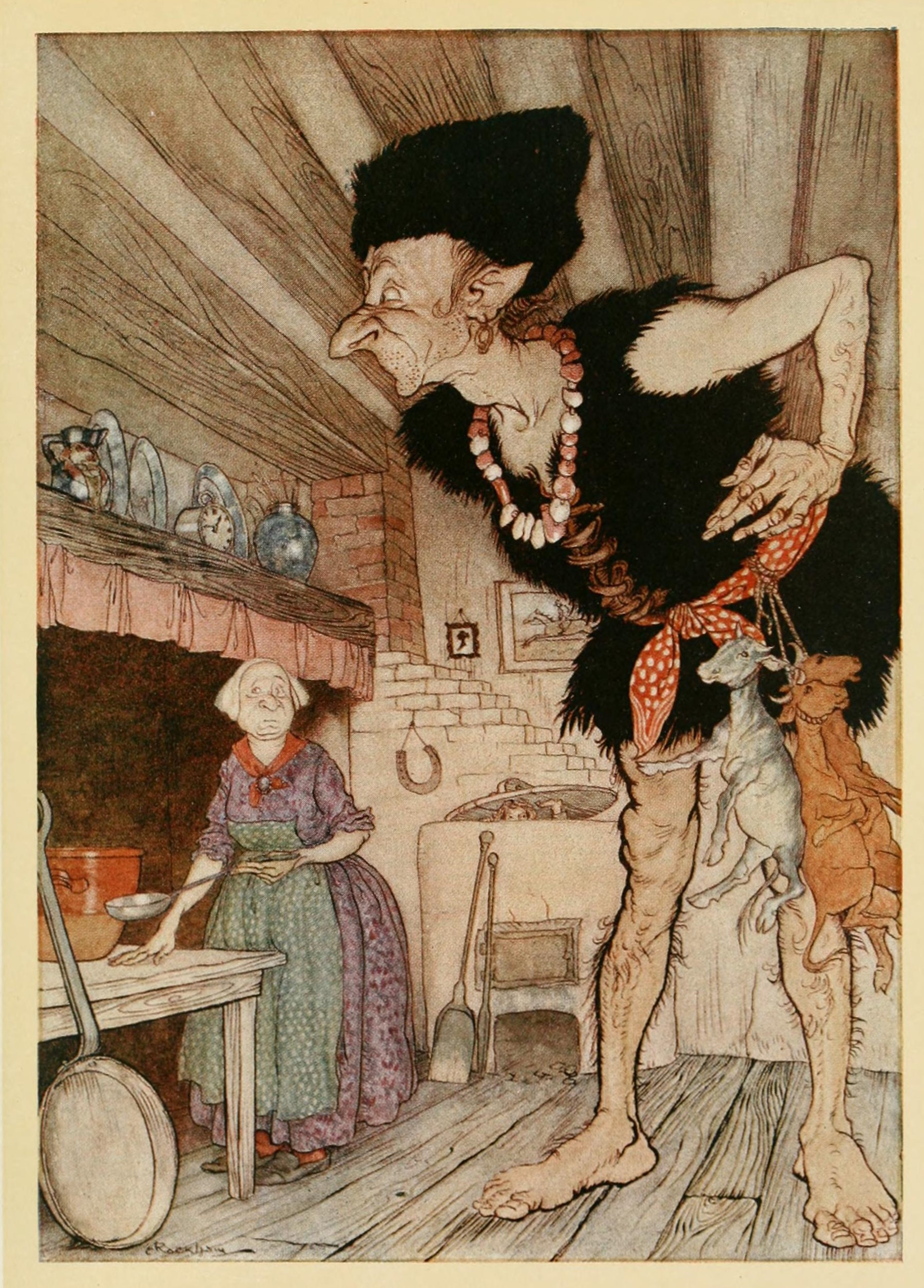
«Фі-фі-фо-фум, я відчуваю запах крові англійця», ілюстрація до англійських казок  1918 року, автор Флора Енні Стіл
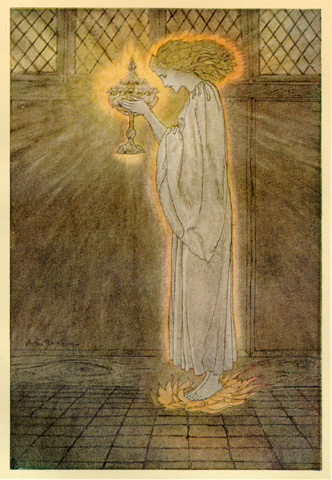
«Як у замку Корбіна дівчина оголилася в Сангреалі та передбачила досягнення Ґалахада» з роману про короля Артура та його осіб круглого столу, Альфред В. Поллард, 1917 р.
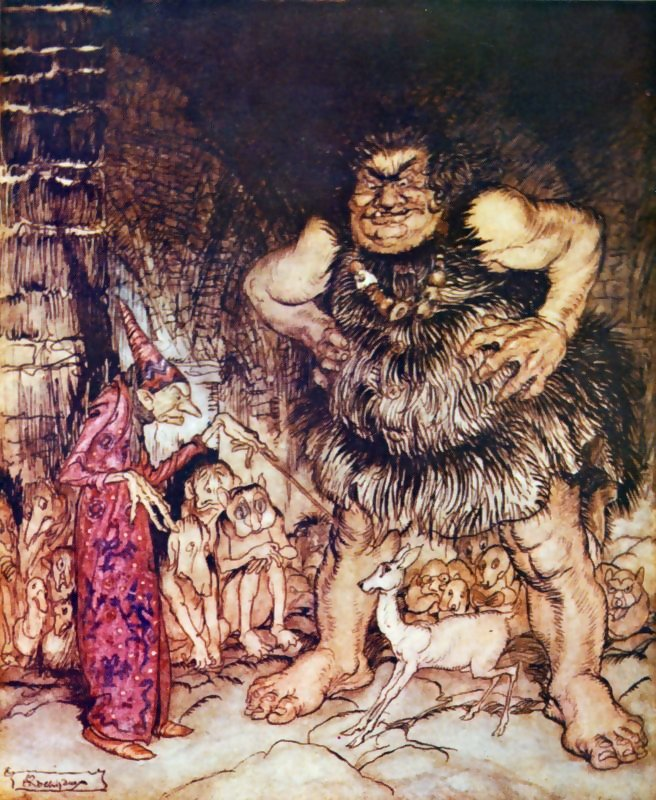
«Велетень Галлігантюа та злий старий чарівник перетворюють доньку герцога на білу лань», ілюстрація до англійський казок Флори Енні Стіл
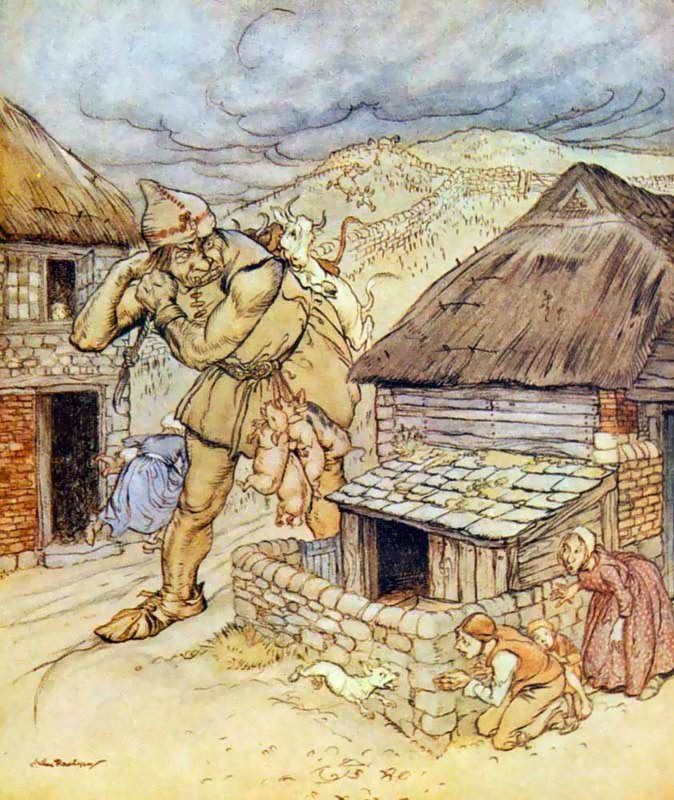
«Велетень Корморан був жахом у всій сільській місцевості», ілюстрація до англійський казок Флори Енні Стіл
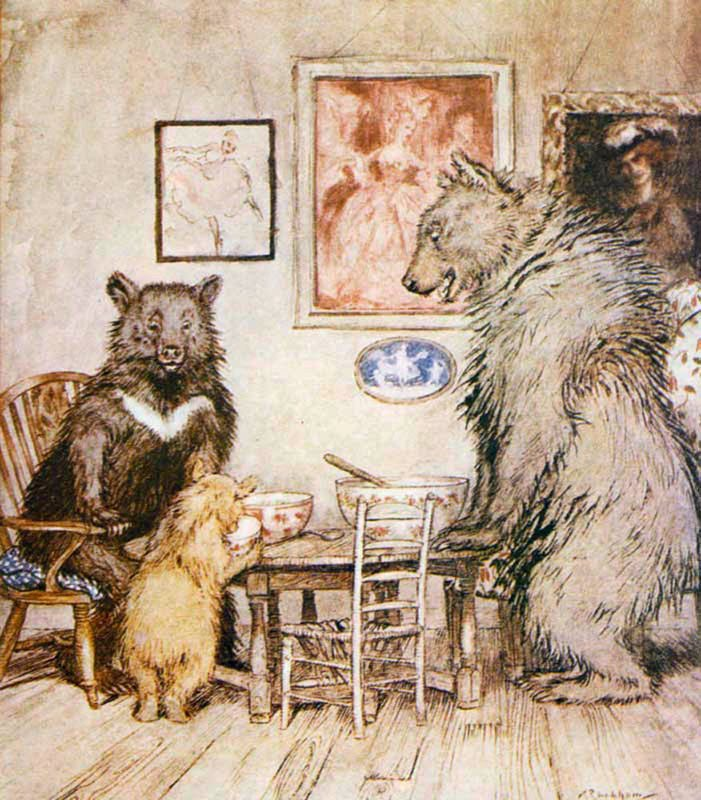
«Три ведмеді», ілюстрація до англійський казок, автор Флора Енні Стіл
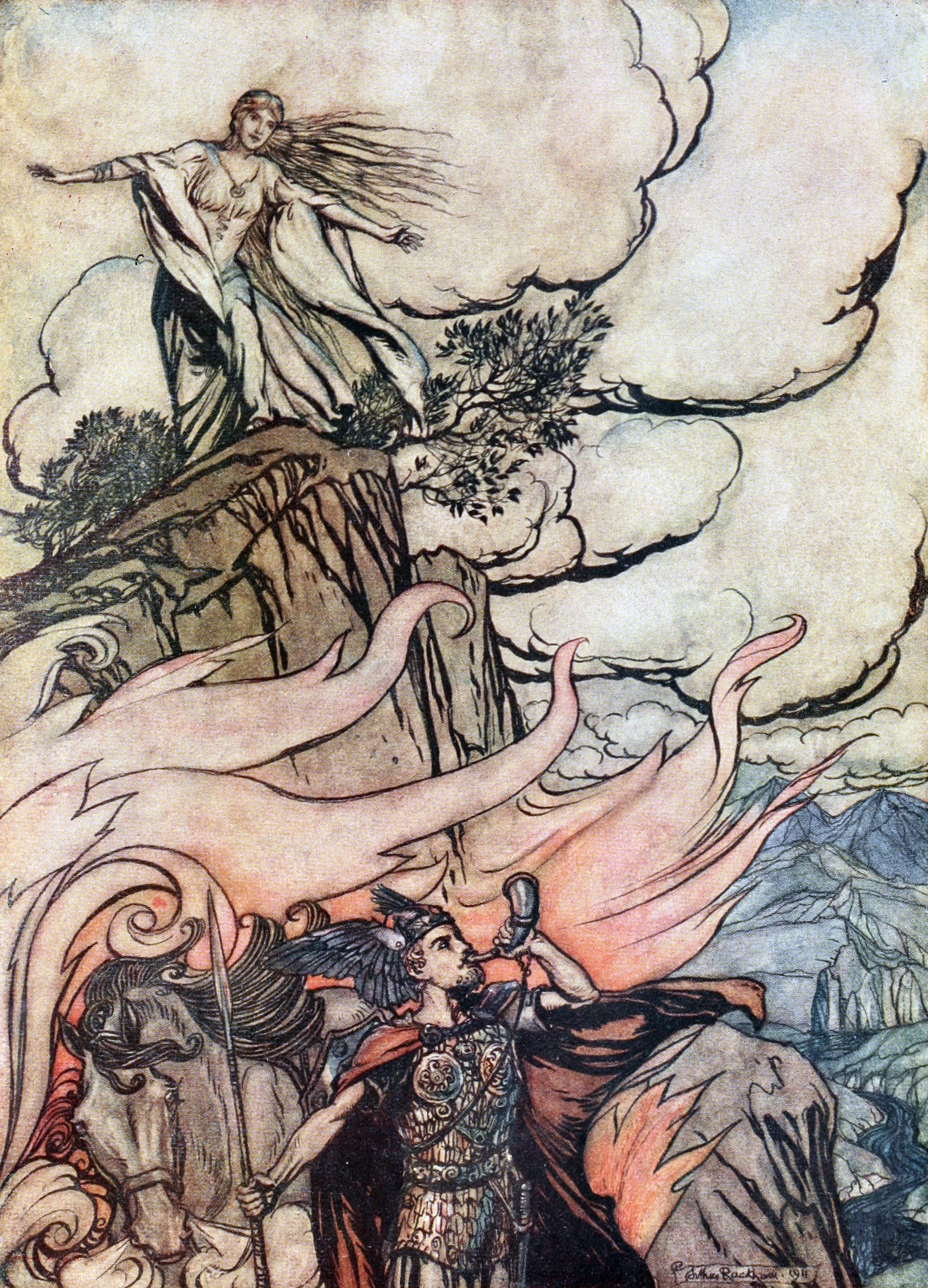
«Зігфрід кидає Брунгільду», ілюстрація до «Перстня» Ріхарда Вагнера
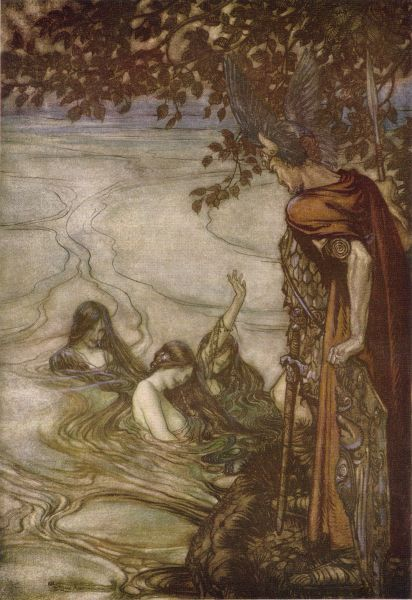
«Рейнські дівки попереджають Зігфріда», ілюстрація до «Перстня» Ріхарда Вагнера
"The Rhinemaidens try to reclaim their gold", illustration to Richard Wagner's The Ring«Rhinemaidens намагаються повернути своє золото», илюстрація до «Перстня» Ріхарда Вагнера
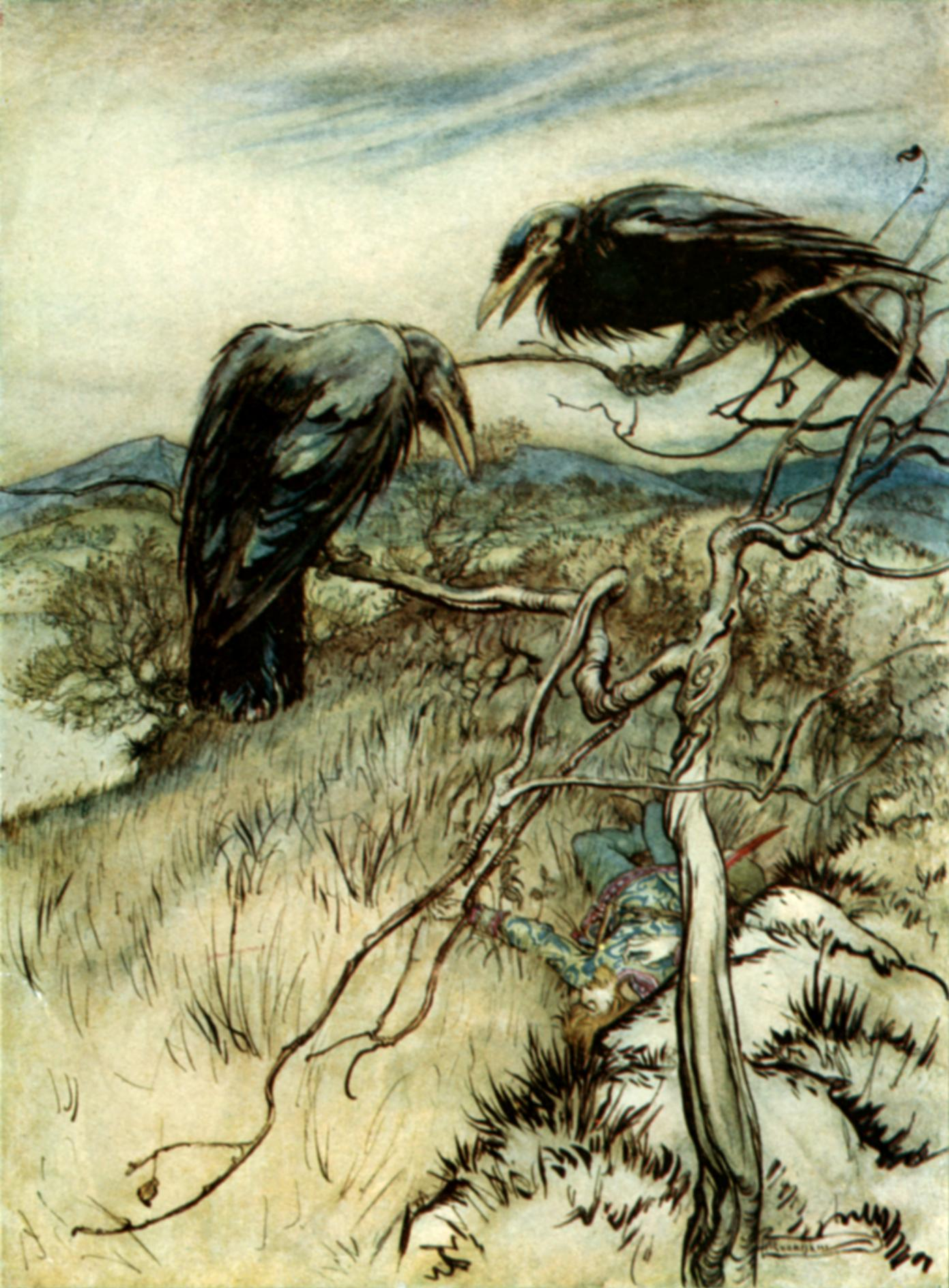
«Тва Корбі», ілюстрація до деяких британських балад.
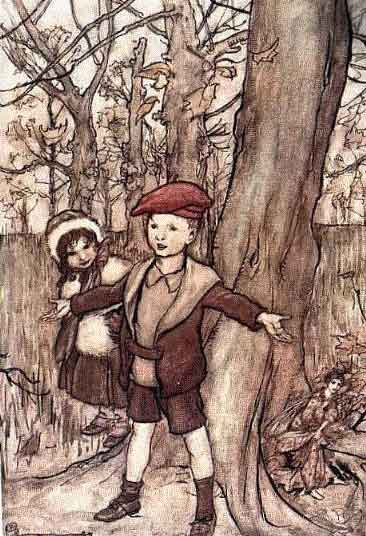
«Одного разу їх почула фея», ілюстрація Меймі та Тоні в «Пітер Пен у Кенсінґтонських садах»
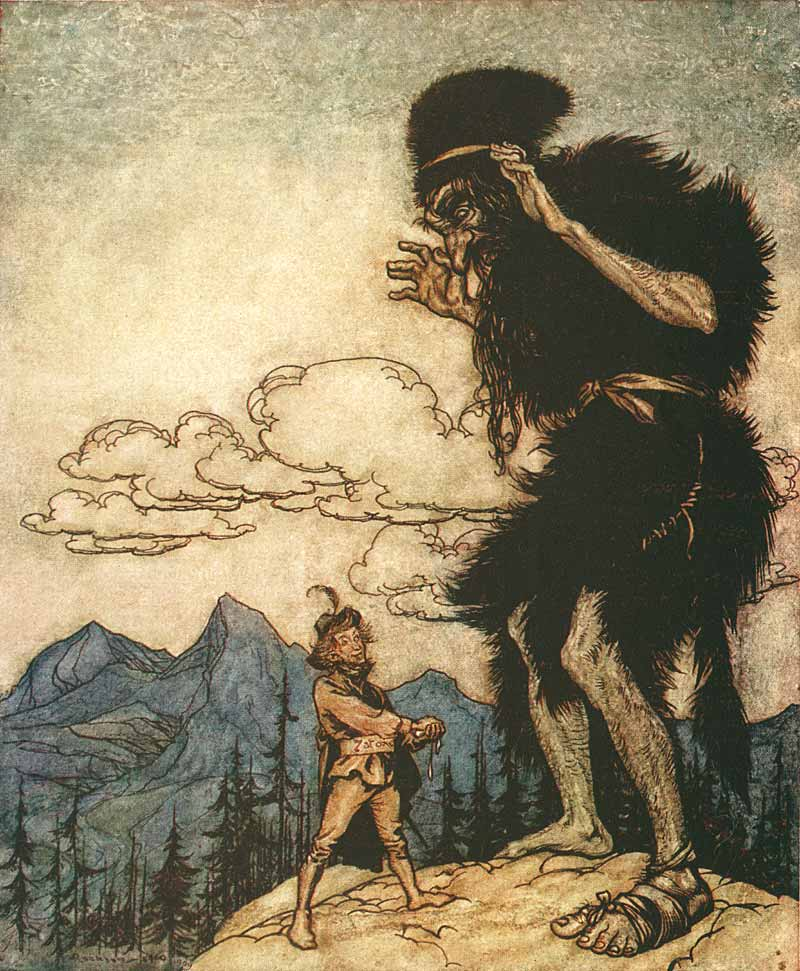
Відважний маленький кравець
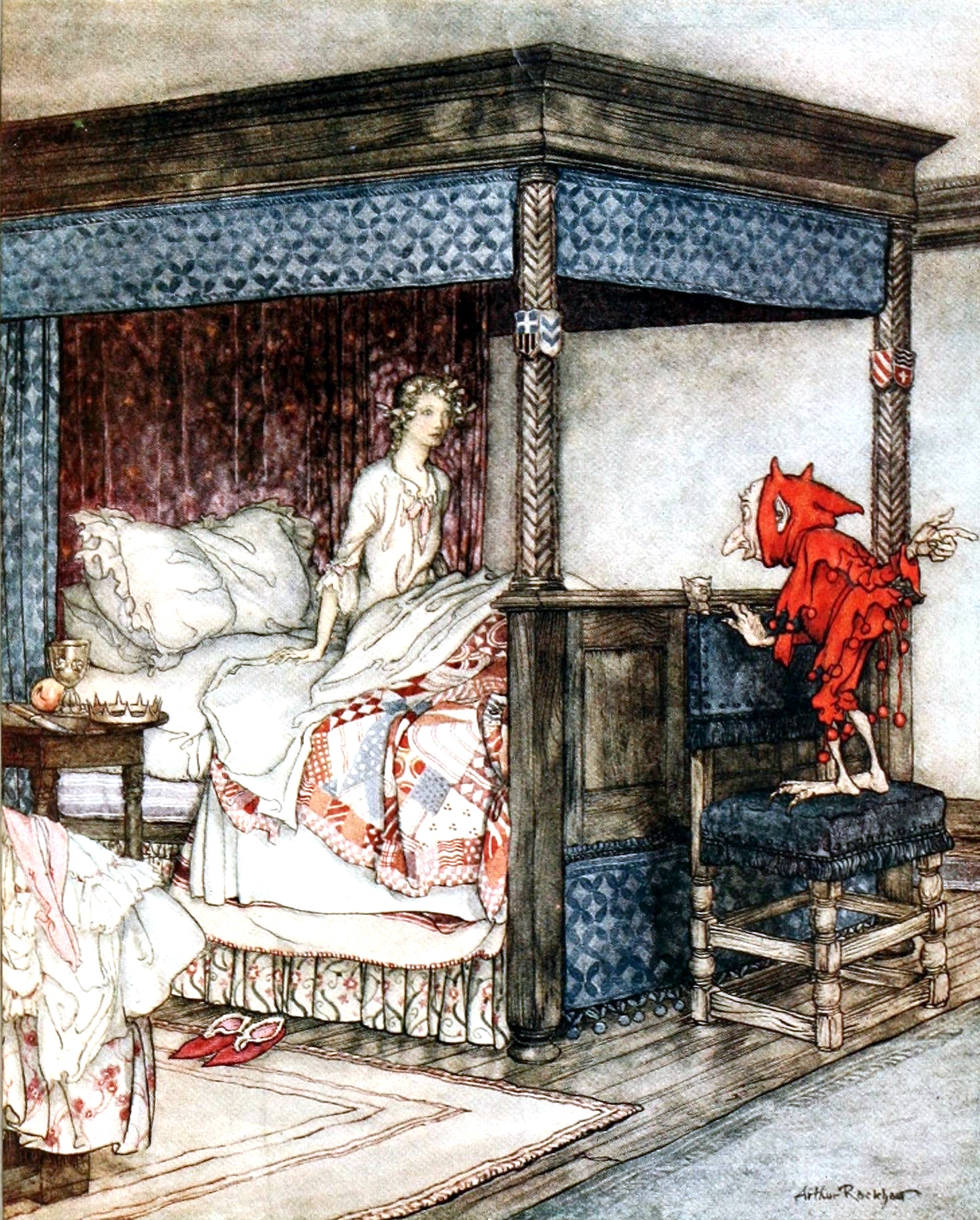
«Прокинься, прокинися, Берд Ізбел», з Молодого Бейчана, дитяча балада№ 53

## Вплив

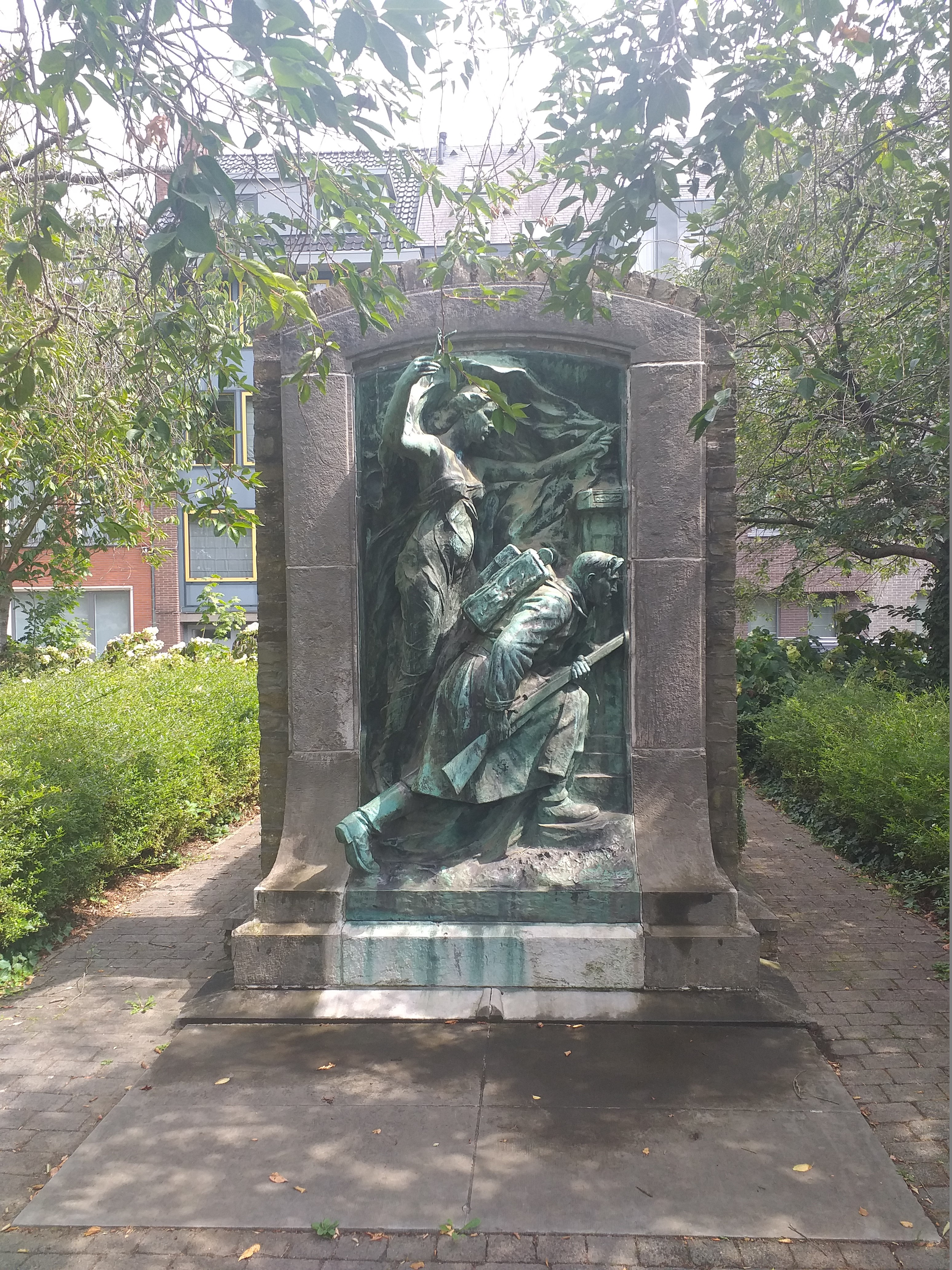
Військовий меморіал, розроблений Еженом Ернаутсом, на основі ілюстрації Артура Рекхема «Нескорена Бельгія». З книги короля Альберта, опублікованої в 1915 році.

Творчість Рекхема вплинула на низку художників. Серед них Густав Тенггрен, Браян Фрауд, Вільям Стаут, Тоні Дітерліцці та Ебігейл Ларсон. Фрауд посилається на ранній вплив Рекхема, «зокрема, малюнки [Рекхема] дерев, які мали обличчя», як пробудження його інтересу до ілюстрування казок, і описує любов до природи з дитинства, що сформулювало його стиль.
За словами Артура Ренкіна, візуальний стиль фільму «Хоббіт» 1977 року базувався на ранніх ілюстраціях Рекхема.
В одному з художніх фільмів на DVD «Лабіринту Пана» та в коментарях до «Хеллбоя» режисер Гільєрмо дель Торо вказує, що Рекхем вплинув на дизайн «Фавна» з «Лабіринту Пана». Йому сподобався темний тон суворих реалістичних малюнків Рекхема, і він вирішив включити це у фільм. У фільмі «Хеллбой» дизайн дерева, що росте з вівтаря в зруйнованому абатстві біля узбережжя Шотландії, куди привезли Хеллбоя, насправді режисер називає «деревом Рекхема».